# Martha Haberland
Martha Haberland (* 2009 in Berlin) ist eine deutsche Kinderdarstellerin.

## Leben
Martha Haberland sammelte 2020 erste Erfahrungen als Schauspielerin als Episodenrolle Emma in der Serie Käthe und ich.
2021 wirkte sie in der Krankenhausserie In aller Freundschaft mit. Dort übernahm sie die Nebenrolle der Hanna Globisch, Tochter der Ärztin Dr. Kathrin Globisch (Andrea Kathrin Loewig). Sie übernahm die Rolle von Lana-Sophie Böhm, welche die Rolle nach neun Jahren abgab, und gab die Rolle nach einem Jahr an Helena Pieske weiter.
Im Jahr 2022 spielte Haberland in Der Schiffsarzt die Tochter der Kapitänin Henriette (Anna Puck).
Ihre erste Kino-Hauptrolle bekam Martha Haberland 2023 in dem Film Ponyherz – Wild und Frei. Dort spielte sie an der Seite ihrer Filmeltern Sophie Lutz und Christoph Letkowski die Anni Sommer.

## Filmografie
- 2020: Käthe und ich: Papakind
- 2021: In aller Freundschaft (2 Folgen)
- 2022: Der Schiffsarzt (6 Folgen)
- 2023: Ponyherz – Wild und Frei
- 2023: Mein Traum, meine Geschichte (Fernsehserie, Folge Margarete Steiff )
- 2024: Für immer Sommer – Enthüllungen